# Švýcarská hokejová reprezentace do 18 let
Švýcarská hokejová reprezentace do 18 let je výběrem nejlepších švýcarských hráčů ledního hokeje v této věkové kategorii. Od roku 1999 se účastní mistrovství světa do 18 let. Tým je řízen Švýcarským svazem ledního hokeje, který je členem Mezinárodní hokejové federace.

## Účast namistrovství Evropy
| ME       | Místo konání                                                  | Umístění                               |
| -------- | ------------------------------------------------------------- | -------------------------------------- |
| ME 1977  | Německo (Bremerhaven)                                         | 5. místo                               |
| ME 1978  | Finsko (Helsinky, Vantaa)                                     | 6. místo                               |
| ME 1979  | Polsko (Katovice, Tychy)                                      | 6. místo                               |
| ME 1980  | Československo (Hradec Králové, Pardubice)                    | 7. místo                               |
| ME 1981  | Sovětský svaz (Minsk)                                         | 5. místo                               |
| ME 1982  | Švédsko (Tyringe, Ängelholm)                                  | 5. místo                               |
| ME 1983  | Norsko (Oslo, Sarpsborg, Fredrikstad)                         | 7. místo                               |
| ME 1984  | Německo (Rosenheim, Garmisch-Partenkirchen, Bad Tölz, Füssen) | 6. místo                               |
| ME 1985  | Francie (Anglet)                                              | 7. místo                               |
| ME 1986  | Německo (Düsseldorf, Krefeld, Ratingen)                       | 7. místo                               |
| ME 1987  | Finsko (Tampere, Kouvola, Hämeenlinna)                        | 5. místo                               |
| ME 1988  | Československo (Olomouc, Přerov, Vsetín, Frýdek-Místek)       | 6. místo                               |
| ME 1989  | Sovětský svaz (Kyjev)                                         | 6. místo                               |
| ME 1990  | Švédsko (Skellefteå, Örnsköldsvik, Husum)                     | 8. místo                               |
| ME 1991  | Československo (Prešov, Spišská Nová Ves)                     | B. skupina - Postup na ME juniorů 1992 |
| ME 1992  | Norsko (Lillehammer, Hamar)                                   | 8. místo                               |
| MEJ 1993 | Polsko (Osvětim, Nowy Targ)                                   | B. skupina - Postup na ME juniorů 1994 |
| MEJ 1994 | Finsko (Jyväskylä)                                            | 8. místo                               |
| MEJ 1995 | Německo (Berlín)                                              | 5. místo                               |
| ME 1996  | Rusko (Ufa)                                                   | 6. místo                               |
| ME 1997  | Česko (Znojmo, Třebíč)                                        | Bronzová medaile                       |
| ME 1998  | Švédsko (Mora, Malung)                                        | 5. místo                               |

## Účast namistrovstvísvěta
| MS        | Místo konání                          | Umístění                               |
| --------- | ------------------------------------- | -------------------------------------- |
| MS18´1999 | Německo (Füssen a Kaufbeuren)         | 4. místo                               |
| MS18´2000 | Švýcarsko (Kloten a Weinfelden)       | 4. místo                               |
| MS18´2001 | Finsko (Heinola, Helsinky a Lahti)    | Stříbrná medaile                       |
| MS18´2002 | Slovensko (Piešťany a Trnava)         | 7. místo                               |
| MS18´2003 | Rusko (Jaroslavl)                     | 9. místo                               |
| MS18´2004 | Bělorusko (Minsk)                     | 1. divize - Postup (1. místo ve sk. A) |
| MS18´2005 | Česko (Plzeň a České Budějovice)      | 9. místo                               |
| MS18´2006 | Švédsko (Ängelholm a Halmstad)        | 1. divize - Postup (1. místo ve sk. A) |
| MS18´2007 | Finsko (Rauma a Tampere)              | 6. místo                               |
| MS18´2008 | Polsko (Toruň)                        | 8. místo                               |
| MS18´2009 | USA (Fargo)                           | 8. místo                               |
| MS18´2010 | Bělorusko (Minsk a Babrujsk)          | 5. místo                               |
| MS18´2011 | Německo (Crimmitschau a Drážďany)     | 7. místo                               |
| MS18´2012 | Česko (Brno, Znojmo a Břeclav)        | 7. místo                               |
| MS18´2013 | Rusko (Soči)                          | 6. místo                               |
| MS18´2014 | Finsko (Lappeenranta, Imatra)         | 7. místo                               |
| MS18´2015 | Švýcarsko (Zug, Lucern)               | 4. místo                               |
| MS18´2016 | USA (Grand Forks)                     | 8. místo                               |
| MS18´2017 | Slovensko (Poprad , Spišská Nová Ves) | 8. místo                               |
| MS18´2018 | Rusko Čeljabinsk, Magnitogorsk        | 9. místo                               |
| MS18´2019 | Švédsko Örnsköldsvik a Umeå           | 9. místo                               |
| MS18´2020 | USA Ann Arbor a Plymouth              | zrušeno                                |
| MS18´2021 | USA Frisco a Plano                    | 8. místo                               |
| MS18´2022 | Německo Landshut a Kaufbeuren         | 6. místo                               |
| MS18´2023 | Švýcarsko Basilej, Porrentruy         | 6. místo                               |
| MS18´2024 | Finsko Espoo, Vantaa                  | 7. místo                               |
| MS18´2025 | USA Frisco, Allen                     | 10. místo                              |